# 川合俊一
川合 俊一（かわい しゅんいち、1963年〈昭和38年〉2月3日 - ）は、日本の元ビーチバレー選手、元バレーボール全日本男子代表主将（ポジションはセンタープレーヤー）。
現職は、日本バレーボール協会会長、日本ビーチバレーボール連盟名誉会長、NPO法人日本バレーボール・オリンピアンの会理事、アジアバレーボール連盟理事、トヨタ自動車ビーチバレーボール部ゼネラルマネージャー、ケイブロス代表取締役社長、タレント、バレーボール解説者。ワタナベエンターテインメント所属。
新潟県西頸城郡青海町（現：糸魚川市）出身。8歳から東京都大田区本羽田で育つ。大田区立都南小学校、大田区立出雲中学校を経て、明治大学付属中野高等学校、日本体育大学体育学部体育学科卒業。
愛知県碧南市在住。身長195センチメートル、体重100キログラム。血液型はA型。妻は女優の中野みゆき。湘南ベルマーレビーチバレーゼネラルマネージャーの川合庶は実弟。

## 来歴
父親の勧めで「背がデカくなりそうだから、デカくなるスポーツやろう」と思い、最初はバスケを検討したが、入学した大田区立出雲中学校はバレーボールが強かったので、バレー部に入部したという。
1981年、明大中野高等学校を卒業して日本体育大学に進学。同期には田中直樹もいた。先輩には共栄学園高校女子バレーボール部の監督を務めたことで知られ、現在は明海大学女子バレーボール部の太田豊彦がいる。太田の要望で同高校の臨時コーチを務めた経験もある。バレーボール部コーチに、川合と同じくセンタープレーヤーだった元全日本の森田淳悟が就任した年でもあった。
1983年、翌年のロサンゼルス・オリンピック出場をかけたアジア選手権決勝（対中国戦）に、2セットを先取され後がない状況で途中出場。「一人時間差攻撃」や、当時珍しかった斜めに跳んで空中で相手のブロックを交わす「流れ攻撃」などで、逆転勝利に貢献した。
1985年、日本体育大学を卒業し、富士フイルムに入社。同社の熊田康則、日本鋼管の井上謙（3人とも同学年）と共に「バレーボール界のビッグ3」と言われ、日本男子バレーボール界をリードしていった。この年の神戸ユニバーシアード（8 - 9月）では、7大会ぶりの金メダル獲得に貢献した。秋には同じく斎藤勝監督のもと、ワールドカップにも出場した。
1989年、当時監督の南将之の依頼で全日本の主将に就任。前年のソウルオリンピックで引退するつもりだったが、それまでバレー人生でキャプテンを一度もやったことがなかったこともあり、翻意したという。
1990年3月、富士フイルムを退社し、インドアバレーボールから引退。プロビーチバレーボール選手として世界各地のツアーに参戦する（1987年には第1回ビーチバレージャパンで前述の熊田とのペアで優勝していた）。スポーツキャスターとして、1991年から8年間、日本テレビ『独占!!スポーツ情報』のキャスターを担当。また、バラエティ番組にも多く出演するようになった。
1994年、パリ・コレクションに出演。
1996年4月から読売テレビで放送開始の関西ローカルで朝の情報番組・『あさパラ!』のレギュラーに抜擢。
1997年9月、女優の中野みゆきと結婚。
1997年10月5日に日本テレビでフランスでの結婚式を特集した番組が放送された。
2007年4月1日、ビーチバレーの普及に貢献してきた"ビーチバレーの先駆者"として、日本ビーチバレー連盟（JBV）の会長に就任した。
タレント活動の他に湘南ベルマーレスポーツクラブ・ビーチバレーチーム代表を務めている。
2010年11月、日本でのジオパークに指定された、出身地新潟県糸魚川市のジオパーク大使に任命された。
2013年、奄美大島の観光大使に任命された。
2015年6月から放送の東海テレビ制作のテレビドラマ『明日もきっと、おいしいご飯〜銀のスプーン〜』でテレビドラマ初出演を果たす。同年7月よりトヨタ自動車ビーチバレーボール部のゼネラルマネージャーに就任。
2021年3月27日の放送をもって読売テレビの朝の情報番組・『あさパラ!』を卒業。番組終了に伴うもので新番組は『あさパラS』で大幅リニューアルした番組になるが、司会のハイヒールと平松翔馬アナウンサーは続投して出演する。
2022年3月22日、日本バレーボール協会の会長に選任された。
2022年6月28日、記者会見を開き大阪府バレーボール協会理事の着服を謝罪した。

## 人物
全日本では眞鍋政義らも、試合前に川合に髪型のセットを頼んだことがあったという。
警戒心・防犯意識が強く、寝室にスタンガン、3段警棒、木刀、手錠を備えている。また、幼少時に停電が多かった教訓から、自宅の各所に複数の懐中電灯を常備している。
『バラいろダンディ』出演時でも備蓄の話をして共演者を驚かせている。新型コロナウイルス感染でマスク不足が叫ばれている中、番組ではマスクの話になり川合は大量に持っていることを明かした。自宅に備蓄しているマスクの数は2019年時点で1000枚。川合の妻は犬のエサを買い、「ストック一家」とのこと。「水も大量にある」「懐中電灯は40個くらい」。マスクは川合のマネージャーら足りない人にお裾分けして喜ばれている。

## エピソード
バレーボール関連
- 川合がバレーボール選手からタレントになったのは、引退後に大学の後輩である瀬戸山正二とアメリカを旅しながら今後のことを考えていた時に、ロサンゼルスでビーチバレーに出会ったのがきっかけである。帰国後、「面白いから日本で流行らせたい。ならばテレビに出た方が手っ取り早い」と思い、つながりのあるテレビ局に声を掛けた。それからタレント活動を始めていく上で、バラエティー番組からスポーツキャスターなど仕事の幅が広がり、そして今日に至るという。また、引退後は会社（富士フイルム）に残って仕事をすることも出来たのだが、自分自身にサラリーマンは向いていないこと、机一つとっても自分のサイズに合わないなどの理由もあったという。
- 川合が代表を務める湘南ベルマーレスポーツクラブ・ビーチバレーチームでは、テレビでのキャラクターからは想像できないぐらいの「鬼コーチ」ぶりを発揮している。川合が練習に来るという情報を聞くと、怖くてさっさと帰ってしまう選手も存在する。
- バレー中継の解説者を1997年から行っており、当初は手厳しい言葉が多く、特にアジア対決（韓国・中国）においては「負けただけでは許されない」という言葉も飛んでいた。しかし現在、批判は皆無になっており、逆に善戦した試合は褒め称える場面が多くなった。
- バレーボール選手時代を知らない若年層からは、最初からタレント・司会者として認知されることが多いが、それについて川合は「それはそれで嬉しい」と語った。
- D&M社の「KS761」「KS861」など、「川合俊一プロデュース」モデルのバレーボール用の肘・膝サポーターが販売されている。
- ビーチバレーの発展のために、まずは競技のできるビーチの確保が必要だと考え、環境問題やビーチの保護に関心が高い。また、アメリカの元副大統領のアル・ゴア氏の映画不都合な真実に感銘を受け、2008年に早稲田大学の大隈講堂に招き講演が実現した。
- 現役時代に海外クラブからのオファーは無く国内でプレーし、現役引退後にバレーボール協会の「偉い人」に、「いやあ、イタリアで僕ねぇプロでやりたかったんですよね」と話したところ、「あれ、オファー来てたよ」と驚きの事実を知らされたという。川合が「えっ、俺、聞いてないですよ」と返したところ、「うん、言ってないから」との回答が有り、「何で言わなかったんですか？」と問い詰めると、「言ったらお前行っちゃうだろう。行っちゃったら所属チームが困るから」と返されたとした[注 2]。

交友関係
- 現役時代から六本木[26]や西麻布[27]に飲みに繰り出していたため、芸能人との交流が多かった。
- CHAGE and ASKAのASKAと交流がある。『森田一義アワー 笑っていいとも!』のテレフォンショッキングのコーナーで、ASKAが川合を次に指名していた。
- 日本体育大学に在籍中、教育実習生として母校・明大中野で、当時中学生の花田勝（元大相撲力士第66代横綱・3代若乃花）を教えていたことがある。
- 俳優松方弘樹には夫婦ともにお世話になっていたといい、出会わなかったら妻（中野みゆき）とも出会わなかっただろうと、訃報を受けた際にブログで述懐している。

その他
- 実家は豚カツ屋を経営していた（現在は閉店）。
- 高校生の進路情報サイトで、母校の明大中野高校の生徒と対談する企画があり、後輩に当たる男子バレー部の生徒に「高校生の時の夢は何でしたか?」と聞かれた際に、「その時はファッションにすごく興味を持っていたのでバレーボール選手をやりながら、ブティックをやれたらいいなと思っていた」と答えている。（2004年、日本ドリコム運営のサイトにて）
- 結婚して間もないころ、夫婦で「ESSE」（扶桑社刊）の表紙を飾ったことがある。
- 学生時代の得意科目は数学であり、問題を解く早さには自信があったという。問題文を読んで出題の意図をつかみ、公式など盛り込むべきポイントをどこで使うかなどシミュレーションしたうえで解くという、論理的思考が後にバレーボールの試合で生きてきたとのことである。
- 声優・俳優の松山鷹志は高校の2年先輩。
- 携帯の待ち受け画面に設定すると運気が上がると言われている。芸能人では岡田結実が設定しているとのこと。
- クイズ世界はSHOWbyショーバイ!!の早押しクイズにおいて、ある虫を取る機械（正解は蚊）の映像を見て「虫でしょ、サナダムシ！」と答えスタジオ中を笑わせたことがある。それから以降しばらく、川合は同番組内でニックネームとして「サナダムシ」と呼ばれていた。

## 球歴
- 全日本代表としての主な国際大会出場歴
  - オリンピック - 1984年、1988年
  - 世界選手権 - 1986年
  - ワールドカップ - 1985年、1989年

## 受賞歴
- 1985年 - 第34回黒鷲旗 若鷲賞（最優秀新人賞）、ベスト6
- 1986年 - 第19回日本リーグ ブロック賞、新人賞、ベスト6
- 1987年 - 第20回日本リーグ ベスト6
- 1987年 - 第36回黒鷲旗 ベスト6
- 1988年 - 第21回日本リーグ ベスト6
- 1989年 - 第22回日本リーグ 敢闘賞、ベスト6
- 1989年 - 第38回黒鷲旗 敢闘賞、ベスト6
- 1990年 - 第23回日本リーグ ブロック賞、ベスト6

## 所属チーム
- 大田区立出雲中学校[28]
- 明治大学付属中野高等学校
- 日本体育大学
- 富士フイルム

## メディア
レギュラー
- 独占!!スポーツ情報（1991年4月7日 - 1999年3月28日、日本テレビ系列） - 司会
- あさパラ!（1996年4月6日 - 2021年3月27日、読売テレビ、関西ローカル） - MC
- こたえてちょーだい!（2001年4月2日 - 2007年3月30日、フジテレビ系） - 司会
  - わかってちょーだい!（2007年4月2日 - 9月28日、フジテレビ系） - 司会
- 奇跡の扉 TVのチカラ（2002年10月 - 2007年6月30日、テレビ朝日系） - コメンテーター
- みんなのケイバ（2008年1月6日 - 2009年12月27日、東日本フジテレビ系） - 司会
  - みんなのKEIBA（2010年1月10日 - 12月26日、東日本フジテレビ系） - 司会
- グッド!モーニング（2017年4月 - 2024年9月、テレビ朝日） - スポーツコメンテーター（木曜）

セミレギュラー・ゲスト
- 邦ちゃんのやまだかつてないテレビ（フジテレビ系、1990年）
- クイズ世界はSHOW by ショーバイ!!（日本テレビ）
- タモリのボキャブラ天国 (フジテレビ系)
- 前略、大とくさん（2020年4月 - 6月、中京テレビ）
- 日清食品Presents 麻雀オールスター BS10チャンピオンシップ（2025年1月‐2月、BS10）－Aブロック joker枠

ほか多数
テレビドラマ
- 明日もきっと、おいしいご飯〜銀のスプーン〜（2015年6月 - 7月、東海テレビ） - 早川大洋 役
- 必殺仕事人（2023年1月8日、テレビ朝日） - 井坂新兵衛 役

CM
- サントリー 焼酎「それから」（2004年）
- ナカヤマ（2013年）

ラジオ
- 川合俊一と大桃美代子の「土曜日はトレンド・カフェへ」（2025年4月5日 - 、文化放送）

## その他の活動
- ケイブロス代表取締役社長
- 日本ビーチバレーボール連盟会長
- 湘南ベルマーレスポーツクラブ・ビーチバレーチーム代表
- 産業能率大学スポーツマネジメント研究所客員研究員
- いきいきスクール - 新潟県立新潟北高等学校にてトークショー（1997年11月12日）